# فیلد اسپانیل
فیلد اسپانیل (به انگلیسی: Field Spaniel)، نام یکی از نژادهای سگ است که خاستگاه آن به انگلستان بازمی‌گردد.